# Ефросинин, Олег Анатольевич
Олег Анатольевич Ефросинин (род. 2 сентября 1973, Москва) — российский медиаменеджер, главный редактор Российского агентства правовой и судебной информации (РАПСИ) (с 2009 года).

## Биография
Родился в Москве 2 сентября 1973 года. Отец — Анатолий Степанович Ефросинин (1941—2015), офицер Главного управления Генерального штаба РФ. Мать — Любовь Александровна Ефросинина (1940—2015), видный российский ученый-педагог, профессор, автор учебников, заслуженный учитель России, лауреат Премии президента РФ.
Окончил московскую среднюю школу № 531. Высшее образование получал в Военном Краснознаменном институте Министерства обороны РФ и Московском государственном университете им. М. В. Ломоносова.
Работал в газете «Деловой мир», сотрудничал с газетами «Коммерсантъ» и «Московский комсомолец», журналом «Открытая политика». Руководил избирательными и рекламными кампаниями, в том числе федеральными. Работал генеральным директором издательского дома «Правиздат». Являлся первым главным редактором «Право.ру».
В 2009 году организовал и возглавил Российское агентство правовой и судебной информации (РАПСИ), учрежденное высшими судами РФ. Является бессменным главным редактором РАПСИ по сей день. Одновременно является главным редактором специализированного издания судебной системы РФ «Вестник Фемиды» и генеральным продюсером «Правосудие.рф».
Член Союза журналистов РФ. Член Общественного совета при Министерстве юстиции РФ.
Имеет троих детей. Увлекается музыкой и живописью. С детства болеет за футбольный клуб «Спартак» Москва.

## Награды

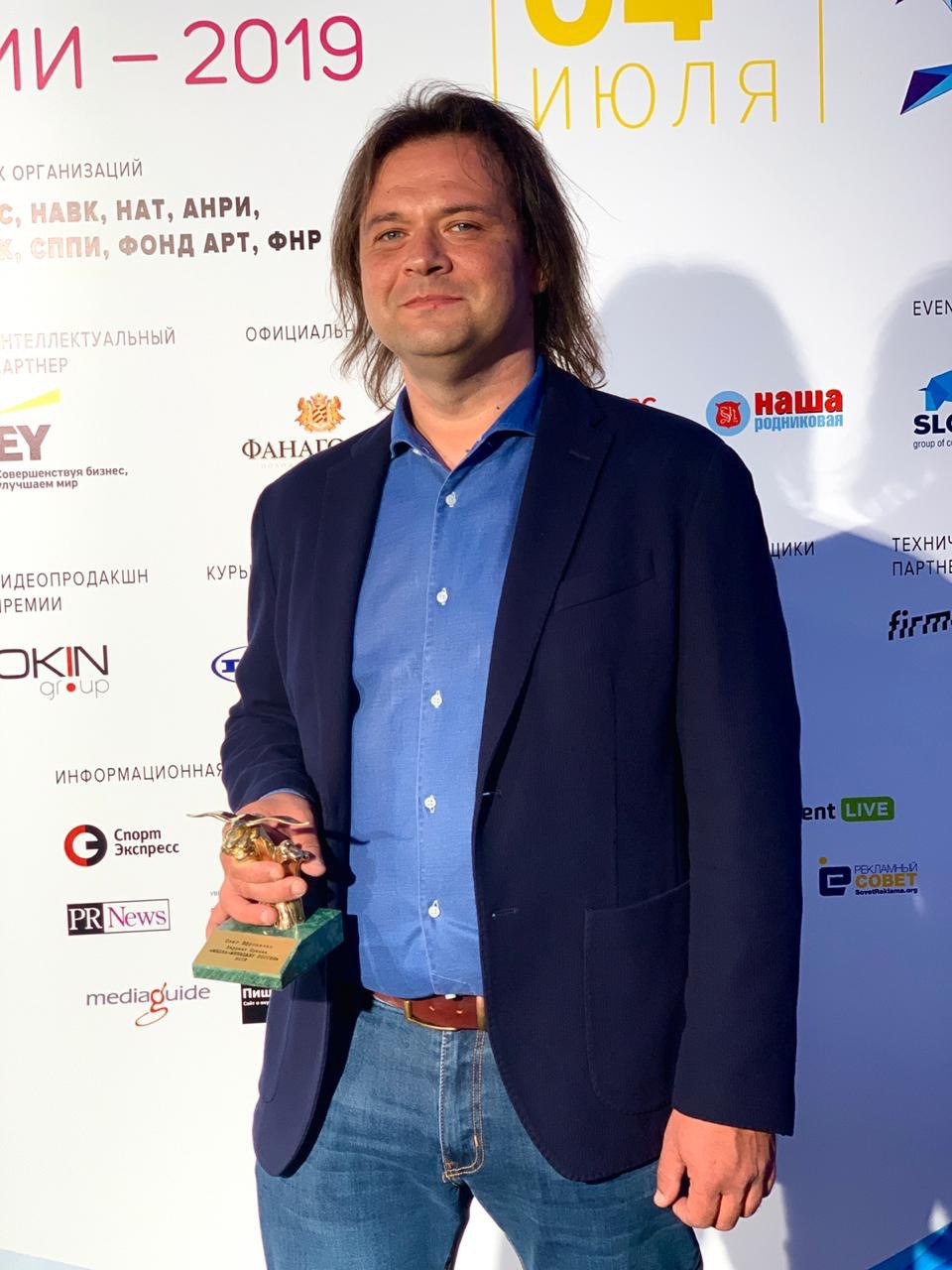
Премия медиа-менеджер России 2019

- Благодарность президента РФ (2018)
- Благодарственное письмо Судебного департамента при Верховном суде РФ (2021)
- Благодарственное письмо президента РФ (2018)
- Премия «Медиа-менеджер России» (2013, 2019, 2021)
- Почетная грамота Верховного суда РФ (2022)
- Медаль «100 лет Верховному суду России» (2023)
- Благодарность «Общероссийского народного фронта» (2024)
- Благодарность Оргкомитета «Победа» (2022)[5]
- Под руководством О. А. Ефросинина РАПСИ четырежды получало общероссийскую премию РУНЕТА и 5 раз становилось лауреатом профессиональной награды «Золотой сайт»[6][3].